# Brion-sur-Ource
Brion-sur-Ource ist eine französische Gemeinde mit 216 Einwohnern (Stand: 1. Januar 2022) im Département Côte-d’Or in der Region Bourgogne-Franche-Comté (vor 2016 Bourgogne); sie gehört zum Arrondissement Montbard und zum Kanton Châtillon-sur-Seine.

## Geographie
Brion-sur-Ource liegt etwa 71 Kilometer nordnordwestlich von Dijon an der Ource und im Weinbaugebiet Bourgogne. Umgeben wird Brion-sur-Ource von den Nachbargemeinden Thoires im Norden, Bissey-la-Côte im Osten, Villotte-sur-Ource im Südosten, Prusly-sur-Ource im Süden und Südwesten, Mosson im Westen sowie Belan-sur-Ource im Nordwesten.

## Bevölkerungsentwicklung
| Jahr                       | 1962 | 1968 | 1975 | 1982 | 1990 | 1999 | 2006 | 2019 |
| Einwohner                  | 276  | 247  | 223  | 225  | 245  | 223  | 223  | 223  |
| Quellen: Cassini und INSEE |      |      |      |      |      |      |      |      |

## Sehenswürdigkeiten

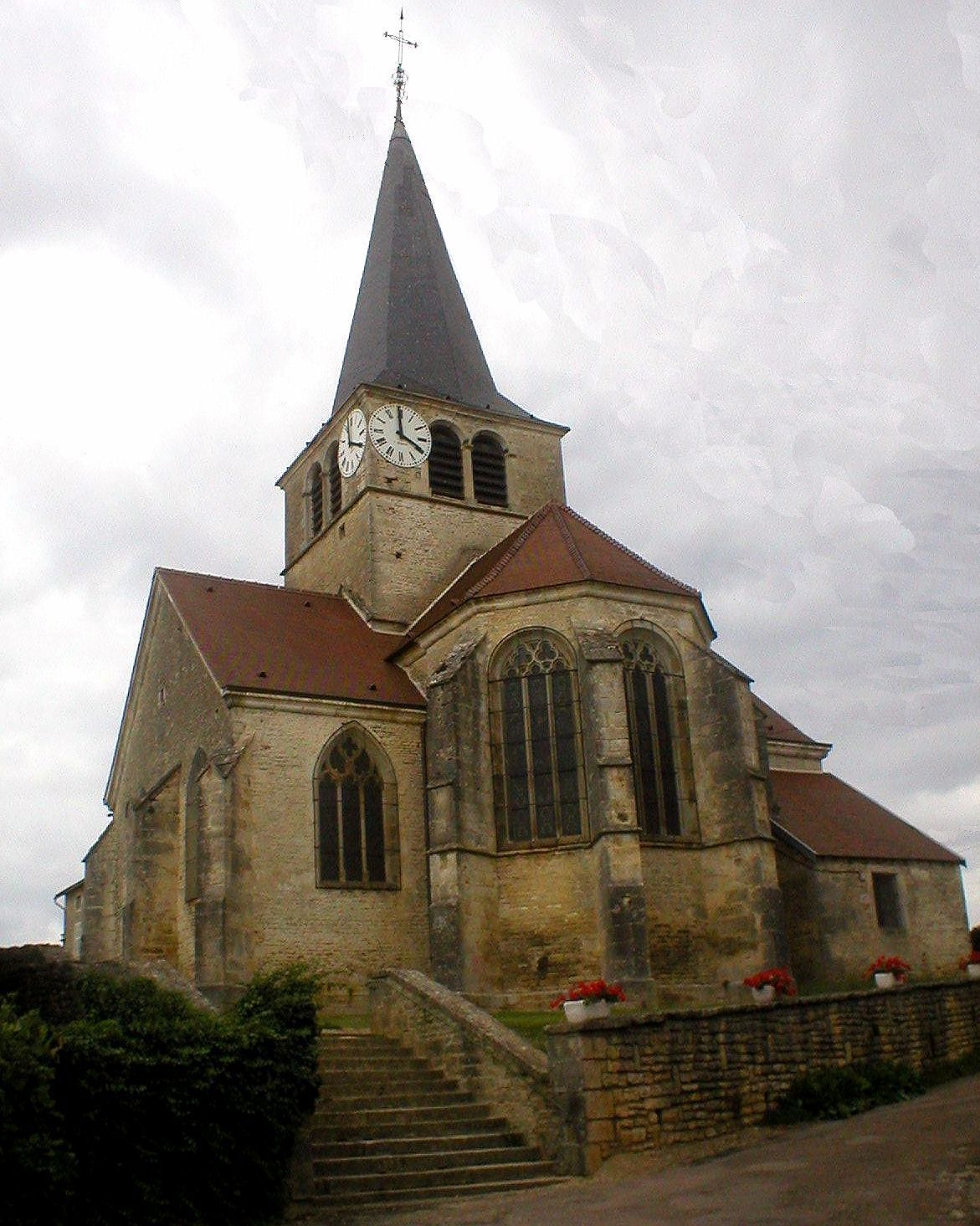
Kirche Saint-Hippolyte

- Kirche Saint-Hippolyte, Monument historique seit 1988
- Schloss aus dem 17. Jahrhundert
- Steinbrücke